# Matěj Stuna
Matěj Stuna (25. února 1765, Praha - 3. června 1819, Letovice) byl český dramatik a překladatel, představitel národního obrození. Psal a překládal hry pro Vlastenecké divadlo (jež sídlilo nejprve v tzv. Boudě). Jeho nejvýznamnějším dílem byla hra se zpěvy Sedlské zbouření. Jejím tématem bylo selské povstání v Čechách z roku 1775, takže jde o první českou divadelní hru zpracovávající aktuální téma. Na scéně Boudy měla velký ohlas, ale pro své protifeudální zaměření byla brzy zakázána. 
Pocházel z měšťanské rodiny, jeho otec byl hejtmanem na Novém Městě Pražském. Na Akademickém gymnáziu v Praze byli jeho spolužáky bratři Thámové, do jejich obrozeneckého okruhu patřil i později. Studoval teologii na pražské univerzitě, roku 1783 byl ale ze studií vyloučen. Od roku 1786 intenzivně spolupracoval s Vlasteneckým divadlem. Nejprve pro něj překládal, roku 1790 se zde stal i hercem. Také psal hry vlastní, žádná se ale nedochovala. Přesto patřil k nejplodnějším autorům Vlasteneckého divadla. V roce 1791 Prahu opustil, když se přidal k německé divadelní společnosti, ale tu zase opustil na štaci ve Vodňanech, kde získal místo kancelisty. Roku 1794 byl zatčen za sympatie k velké francouzské revoluci (jež patrně měl a lze ho označit za jednoho z prvních radikálních demokratů v českých zemích). Přestože mu vina nebyla nakonec prokázána, ztratil kvůli této aféře místo kancelisty. Zkoušel získat kancelářskou práci na radnicích v Pelhřimově a Příbrami, ale pověst protistátního živlu se za ním táhla a neuspěl. Přidal se tedy k Vassbachově divadelní společnosti, s níž kočoval hlavně po Rakousku. V roce 1810 mu zemřela žena, on sám byl v té době již také značně nemocný, trpěl tuberkulózou. Vstoupil do Řádu Milosrdných bratří, přijal řádové jméno Pelagius a dožil v klášteře v Letovicích. Pohřben je v řádové hrobce v tamním kostele.